# Thank You for the Music (dal)
A Thank You for the Music című dal a svéd ABBA együttes 1977. július 21-én megjelent dala, mely a csapat 5. ABBA: The Album című stúdióalbumán található. A dalt ekkor önálló kislemezként nem jelentették meg, csupán az "Our Last Summer" című kislemez B. oldalán szerepelt, mely a Super Trouper című stúdióalbum egyik dala.
A dalt Írországban és az Egyesült Királyságban az Epic kiadó jelentette meg, majd Franciaországban is megjelent a Disques Vogue kiadónál ugyanazzal a B. oldallal, de Hollandiában a Polydor kiadónál a B. oldalra a "Medley" került.
A "Thank You for the Music" című dalt szintén megjelentették több országban úgy, hogy a B. oldalon az Eagle szerepelt. Ez a kiadás Belgiumban, Hollandiában, Németországban, Franciaországban, Svájcban, és Ausztráliában jelent meg. Észak-Afrikában egy A oldalas kislemez is megjelent, mely 1978. augusztusában a 8. legjobban fogyó kislemez volt abban az évben.
Az album verziót 1977. július 21-én rögzítették a Glen Stúdióban a komplett alternatív verzió után, melyet június 2-án vettek fel a Marcus Music Stúdióban. A The Doris Day verziót először 1994. októberében adták ki a "Thank You for the Music box-set" részeként. A dalt Agnetha Fältskog énekli, majd Lyngstad csatlakozik az énekhez. Az 1977-es turnén ez a dal volt a nyitó dal egy négy számos egyvelegben, mely magában foglalta az "I Wonder (Departure), az "I'm a Marionette", és a "Get on the Carousel" című dalokat. Az első három dal megjelent az ABBA: The Album című 5. stúdióalbumon is. Az utóbbit nem jelentették meg. A "Thank you for the Music" az egyik legjobban ismert dal a világon.
A dal spanyol változata a "Gracias por la Música" dalt Buddy és Mary McCluskey fordította angolról spanyol nyelvre. A dal kislemezen is megjelent, B. oldalán a Gimme! Gimme! Gimme! (A Man After Midnight) spanyol változatával a "¡Dame! ¡Dame! ¡Dame!" cíművel. A dal 1980-ban jelent meg a csapat spanyol nyelvű válogatás albumán a Gracias Por La Música címűn. A kislemez a 7. legjobban fogyó spanyol nyelvű dal volt, mely a 4. helyezést érte el Argentínában.

## Fogadtatás
A dalt 1983 végéig nem adták ki az Egyesült Királyságban, és Írországban, annak ellenére, hogy a dal 33. és 17. helyezést érte el a slágerlistán. A szokásos kislemez megjelenés mellett picture discen is megjelent a dal posztermelléklettel. Az alacsony slágerlistás helyezések, az 1981 óta csökkenő népszerűségnek tudható be. Magának a dalcímnek gyakran az a mondandója támad, hogy ez az ABBA végét is jelenti, és egy úgynevezett búcsúdalnak mondható. A dal Hollandiában a 38. helyezett volt, Franciaországban azonban csak az 58. helyre került.

## Slágerlista
| Slágerlista (1978)       | Legjobb helyezés |
| ------------------------ | ---------------- |
| Észak-Afrika (Springbok) | 2                |

| Slágerlista (1983)         | Legjobb helyezés |
| -------------------------- | ---------------- |
| Franciaország              | 58               |
| Írország (IRMA)            | 17               |
| Hollandia (Single Top 100) | 23               |
| Hollandia(Dutch Top 40)    | 38               |
| Egyesült Királyság UK      | 33               |

| Slágerlista (1978) | Helyezés |
| ------------------ | -------- |
| Észak-Afrika       | 18       |

## Feldolgozások
- Az ír testvérek, a The Nolans, a 70-es és 80-as évek elején gyakran jelentek meg különböző brit tv-műsorokban, ahol elénekelték a dalt. A dal szerepel a Nolan Sisters című albumukon is.
- A német eurodance csapat E-Rotic felvette a dalt saját 1997-es albumára a Thank You for the Music címűre.[7]
- 2001-ben a német metal csapat Metalium vette fel saját feldolgozását ABBAMetal című albumára, mely szintén megjelent az A Tribute to ABBA című albumon is.
- A brit énekes Vera Lynn saját változatát vette fel saját albumára.
- A dal feldolgozását egy brit Tv műsorban adta elő több énekes, úgy mint Tina Cousins, Billie Piper, Steps, Cleopatra és a B*Withces. A dal 4. helyezés volt az angol kislemezlistán 1999. áprilisában.
- Az ABBAMania 2004-es albumán brit tv színészek énekelték fel a dalt, úgy mint Charlotte Bellamy, Jane Danson, Wendi Peters, Bernie Nolan, Tricia Penrose, Will Mellor, és Lee Otway mint háttérénekes.
- Nylli Landgren svéd jazzénekes saját verzióját készítette el a 2004-es Funky ABBA albumra. A feldolgozásban csak az első versszak és a refrén szerepel.
- A 2004-ben megjelent német ABBA Mania válogatásalbum is tartalmazza a dalt Barbara Schöneberger előadásában.
- Az amerikai énekes, színész Jan Gelberman a dal saját változatát vette fel With Love To Share című albumára.[8]
- A svéd operaénekes Anne Sofie von Otter saját változatát vette fel 2006-os I Let The Music Speak című albumára.
- A filippínó színésznő, énekes, Lea Salonga gyermekkorában jelentette meg a dalt 1981-ben Small Voice című albumán, majd 2009-ben DVD-n is megjelent feldolgozása.
- A dal holland változatát a holland Idols című show-műsorban rögzítették, melyet a győztes Raffaëla Paton adott elő.
- A dal acapella változatát adta elő a Rajaton nevű csapat 2006-os albumára a Rajaton Sings ABBA with Lahti Symphony Orchestra albumára.
- A Mamma Mia! 2008-ban mozifilmre készült hangsávjában Amanda Seyfrield által rögzítették a dalt, melyet a színházi előadások alkalmával használnak. A filmben utolsóként hallható a dal.
- 2008. augusztusában Gunilla Backman bemutatta Björn Ulvaeus által a Mamma Mia! svéd változatát (Tack för alla sånger) a Allsång på Skansen című tv show műsorban. Az angol változat szövege így hangzik: "Thanks for all the joy they're bringing / Who can live without it" , míg a svéd változat eltér ettől.

## Élő előadások, megjelenés egyéb médiában
- A dalt először az ABBA mutatta be Ausztrál turnéján, mely szerepel az ABBA: The Movie (1977) című koncertfilmben is.
- A dalt először a The Carpenters adta elő a John Davidson féle The Tonight Show-ban 1978. június 27-én. Ők ekkor hallották először az ABBA előadásában a dalt a Starparade című műsorban.
- A dal szerepel a Mamma Mia! musicalben is. Ahol az eredeti dal első versszakát elhagyják. A dalt Amanda Seyfried is énekelte a filmben.
- Az amerikai énekes Deborah Bily előadta a dalt saját feldolgozásában, mely Thank You for the Music című albumán is szerepel.
- A dal élő változatát a norvég Hurra Torpedo együttes is előadta.
- A dal gyakran szerepel egy ABBA Medley-ben, melyet Alan Partridge ad elő élő show műsorában.
- A 16 éves Zoe Birkett is megjelentette a 2002-es
- A 2003-as Johnny English című, Rowan Atkinson főszereplésével megjelent filmvígjátékban rövid ideig hallható a dal.
- A dal az ausztrál Idol tehetségkutatóban is felcsendült a 6. évadban, ahol Teale Jakubenko adta elő a dalt.
- A dalt a The Hits nevű zenecsatorna megszűnése utolsó perceiben játszotta le a dalt,  mielőtt a csatorna 4Music néven folytatta volna tovább.